# Tusitala ugandensis
Espèce
Tusitala ugandensis est une espèce d'araignées aranéomorphes de la famille des Salticidae.

## Distribution
Cette espèce est endémique du district de Lyantonde en Ouganda,. Elle se rencontre vers Ntonde.

## Description
La carapace de la femelle holotype mesure 2,3 mm de long sur 1,8 mm et l'abdomen 2,6 mm de long sur 1,8 mm.

## Systématique et taxinomie
Cette espèce a été décrite par Wiśniewski et Wesołowska en 2024.

## Étymologie
Son nom d'espèce, composé de ugand[a] et du suffixe latin -ensis, « qui vit dans, qui habite », lui a été donné en référence au lieu de sa découverte, l'Ouganda.

## Publication originale
- Wiśniewski & Wesołowska, 2024 : « Jumping spiders (Salticidae) of Uganda – revised list, new species and distributional data. » European Journal of Taxonomy, vol. 952, p. 1-171 (texte intégral).